# کیم ایون
کیم ایون شاعر اهل کره جنوبی است.

## زندگی
کیم ایوان در سال ۱۹۷۳ در بوسان کره جنوبی به دنیا آمد. او اولین اشعار خود را در سال ۱۹۹۸ با انتشار شش شعر از جمله گل آفتابگردان در مجله شعر و اندیشه منتشر کرد. کیم شاعری بنیادگرا است که معتقد است تغییر جهان باید با تغییر زبان آغاز شود تا جایی که نام خود را «ایون» به معنای «زبان» گذاشته‌است.

## کارها
کیم مجموعه‌های شعر زیادی منتشر کرده، از جمله آرامگاه تنفس (Cheonyeonuisijak، ۲۰۰۳)، غول (Random House Korea، ۲۰۰۵)، و اجازه دهید یک رمان بنویسیم (Minumsa، ۲۰۰۹).
کیم شاعری است که هرگز از کشف ماهیت جهان و هستی و اصول زبان دست نمی‌کشد. او به دنبال گفتن چیزی است که نمی‌توان گفت.